# Associação Portuguesa de Literatura Comparada
A Associação Portuguesa de Literatura Comparada (APLC) é uma associação, constituída em fins de 1986, cujos estatutos consagram o objetivo da "promoção e desenvolvimento do domínio e da prática comparatistas em Portugal, da institucionalização académica da área bem como do reforço dos laços internacionais".
A APLC possui, segundo dados de 2011, 331 associados.